# Смычек, Тим
Тим Смычек (англ. Tim Smyczek; родился 30 декабря 1987 года в Милуоки, США) — американский теннисист; полуфиналист одного юниорского турнира Большого шлема в одиночном разряде (Уимблдон-2005).

## Общая информация
Тим — средний из трёх детей Фила и Джан Смычеков; его старшего брата зовут Алек, а младшую сестру — Лорен.
Семья американца мало связана с теннисом: лишь его мать — работник магазина спорттоваров.
Тим начал играть в теннис в трёхлетнем возрасте, когда его старший брат стал брать теннисные уроки. Любимым покрытием американец считает хард.

## Спортивная карьера
Профессиональный выступления начал в 2006 году. 
В тот год он выиграл первый одиночный и парный «фьючерс». В феврале 2008 года, пробившись через квалификацию дебютировал в ATP-туре на турнире в Сан-Хосе. Свою первую встречу там он проиграл Марди Фишу 3-6, 4-6. В том же году в Батон-Руже выиграл первый парный «челленджер».
В июне 2009 года выходит в одиночный финал на «челленджере» в Уиннетке. 
В феврале 2010 года ему вновь удалось сыграть на турнире ATP в Сан-Хосе, пробившись через квалификацию. В первом раунде он проиграл Беньямину Беккеру 4-6, 2-6. Затем в марте он пробился на первый для себя турнир серии Мастерс в Индиан-Уэллсе, где проигрывает Беньямину Беккеру. Первую победу на турнире ATP одерживает в июле того же года в Лос-Анджелесе, где в матче первого раунда переигрывает Теймураза Габашвили 6-2, 6-3. Во втором раунде его соперником стал № 4 мирового рейтинга Энди Маррей, которому Смычек проиграл, сумев взять один сет, 1-6, 6-4, 2-6. В августе дебютировал и на турнире из серии Большого шлема Открытом чемпионате США. В одиночном турнире проиграл в первом раунде Томасу Беллуччи, а в парах во втором раунде.
В феврале 2011 года смог выйти в четвертьфинал в Сан-Хосе, обыграв Роберта Фара и Кэя Нисикори. В марте дошёл до второго раунда Мастерса в Индиан-Уэллсе. В мае дебютировал на Открытом чемпионате Франции, уступив в первом раунде. 
В феврале 2012 года на турнире в Делрей-Бич в матче первого раунда смог переиграть теннисиста из Топ-20 Юргена Мельцера 6-4, 2-6, 7-5. В апреле того же года выигрывает «челленджер» в Таллахасси. На Открытом чемпионате США 2012 года преодолел барьер первого раунда и смог завершить соревнования на стадии второго. В ноябре выиграл ещё один «челленджер» в Шампейне. 
В 2013 году, пройдя квалификацию, вышел во второй раунд Открытого чемпионата Австралии, обыграв Иво Карловича. В феврале на турнире в Сан-Хосе выиграл матч у № 24 Фернандо Вердаско. В июле вышел в парном разряде вышел в первый финал на турнире ATP (в Ньюпорте с Райном Уильямсом). В августе 2013 года на Открытом чемпионате США, получив специальное приглашение на турнир смог дойти до третьего раунда, где в пяти сетах уступил Марселю Гранольерсу 4-6, 6-4, 6-0, 3-6, 5-7. После турнира впервые в рейтинге поднимается в первую сотню.
В августе 2019 года завершил профессиональную карьеру.

## Рейтинг на конец года
| Год  | Одиночный рейтинг | Парный рейтинг |
| 2014 | 115               | 250            |
| 2013 | 89                | 182            |
| 2012 | 128               | 463            |
| 2011 | 273               |                |
| 2010 | 171               | 443            |
| 2009 | 280               | 994            |
| 2008 | 349               | 371            |
| 2007 | 714               | 441            |
| 2006 | 581               | 840            |
| 2005 | 1 086             | 1 463          |
| 2004 | 1 197             |                |

## Выступления на турнирах

### Финалы челленджеров и фьючерсов в одиночном разряде (13)

#### Победы (5)
| Титулы            |
| Челленджеры (4+2) |
| Фьючерсы (1+2)    |

| Титулы по покрытиям | Титулы по месту проведения матчей турнира |
| ------------------- | ----------------------------------------- |
| Хард (4+4)          | Зал (3+1)                                 |
| Грунт (1)           | Зал (3+1)                                 |
| Трава (0)           | Открытый воздух (2+3)                     |
| Ковёр (0)           | Открытый воздух (2+3)                     |

| №  | Дата           | Турнир           | Покрытие | Соперник в финале | Счёт            |
| 1. | 14 мая 2006    | Ориндж-Парк, США | Грунт    | Никита Кривонос   | 3-6 6-3 6-2     |
| 2. | 7 апреля 2012  | Таллахасси, США  | Хард     | Фрэнк Данцевич    | 7-5 — отказ     |
| 3. | 18 ноября 2012 | Шампейн, США     | Хард(i)  | Джек Сок          | 2-6 7-6(1) 7-5  |
| 4. | 10 ноября 2013 | Ноксвилл, США    | Хард(i)  | Питер Полански    | 6-4 6-2         |
| 5. | 7 февраля 2015 | Даллас, США      | Хард(i)  | Раджив Рам        | 6-2 4-1 — отказ |

#### Поражения (8)
| №  | Дата             | Турнир          | Покрытие | Соперник в финале | Счёт           |
| 1. | 23 сентября 2007 | Коста-Меса, США | Хард     | Майкл Макклан     | 4-6 2-6        |
| 2. | 9 марта 2008     | Мак-Аллен, США  | Хард     | Артём Ситак       | 4-6 2-6        |
| 3. | 5 июля 2009      | Уиннетка, США   | Хард     | Алекс Кузнецов    | 4-6 6-7(1)     |
| 4. | 28 марта 2010    | Римуски, Канада | Хард(i)  | Рик де Вуст       | 0-6 5-7        |
| 5. | 3 июля 2010      | Уиннетка, США   | Хард     | Бриан Дабул       | 1-6 6-1 1-6    |
| 6. | 6 октября 2013   | Сакраменто, США | Хард     | Дональд Янг       | 5-7 3-6        |
| 7. | 28 сентября 2014 | Напа, США       | Хард     | Сэм Куэрри        | 3-6 1-6        |
| 8. | 22 марта 2015    | Ирвинг, США     | Хард     | Аляж Бедене       | 6-7(3) 6-3 3-6 |

### Финалы турнировATPв парном разряде (1)

#### Поражения (1)
| Титулы                     |
| -------------------------- |
| Турниры Большого Шлема (0) |
| Финал ATP-тура (0)         |
| ATP Masters 1000 (0)       |
| ATP 500 (0)                |
| ATP 250 (0)                |

| Титулы по покрытиям | Титулы по месту проведения матчей турнира |
| ------------------- | ----------------------------------------- |
| Хард (0)            | Зал (0)                                   |
| Грунт (0)           | Зал (0)                                   |
| Трава (0)           | Открытый воздух (0)                       |
| Ковёр (0)           | Открытый воздух (0)                       |

| №  | Дата         | Турнир       | Покрытие | Партнёр      | Соперники в финале            | Счёт              |
| 1. | 14 июля 2013 | Ньюпорт, США | Трава    | Райн Уильямс | Николя Маю Эдуар Роже-Васслен | 7-6(4) 2-6 [5-10] |

### Финалы челленджеров и фьючерсов в парном разряде (8)

#### Победы (4)
| №  | Дата           | Турнир               | Покрытие | Партнёр         | Соперники в финале                    | Счёт           |
| 1. | 5 марта 2006   | Харлинген, США       | Хард     | Брендан Эванс   | Юхан Брунстрём Филип Столт            | 7-6(4) 6-3     |
| 2. | 21 января 2007 | Норт-Майами-Бич, США | Хард     | Райан Свитинг   | Антонио Руис-Росалес Джеймс Серретани | 6-3 6-2        |
| 3. | 27 апреля 2008 | Батон-Руж, США       | Хард     | Филлип Симмондс | Майкл Винус Райан Харрисон            | 2-6 6-1 [10-4] |
| 4. | 3 ноября 2013  | Шарлотсвилл, США     | Хард(i)  | Стив Джонсон    | Джармере Дженкинс Дональд Янг         | 6-4 6-3        |

#### Поражения (4)
| №  | Дата             | Турнир          | Покрытие | Партнёр       | Соперники в финале                | Счёт                   |
| 1. | 28 января 2007   | Бока-Ратон, США | Хард     | Райан Свитинг | Джоэль Келбович Райан Стотланд    | 7-6(5) 4-6 0-1 — отказ |
| 2. | 28 апреля 2013   | Саванна, США    | Грунт    | Майкл Расселл | Теймураз Габашвили Денис Молчанов | 2-6 5-7                |
| 3. | 29 сентября 2013 | Напа, США       | Хард     | Стив Джонсон  | Бобби Рейнольдс Джон-Патрик Смит  | 4-6 6-7(2)             |
| 4. | 28 сентября 2014 | Напа, США       | Хард     | Брэдли Клан   | Питер Полански Адиль Шамасдин     | 6-7(0) 1-6             |